# 玛龟甲属
玛龟甲属（学名：Mahatsinia）是金花虫科的一属。

## 下属物种
本属包括以下物种：
- Mahatsinia nodulosa (Weise, 1910)